# 櫻井直子
櫻井 直子（さくらい なおこ）は、大阪府出身のフリーアナウンサー。
関西外国語大学卒業。富山テレビ放送の契約アナウンサーをはじめ、NHK大阪放送局やテレビ和歌山でもアナウンサー、リポーターとして活躍した。

## 担当した番組
- 朝いち!とやま（BBT、当時T34）司会
- ニュースライブシックス（WTV）キャスター
- モーニングワイド近畿（NHK大阪放送局）コーナーリポーター